# Sternoppia quadriseta
Sternoppia quadriseta är en kvalsterart som först beskrevs av Balogh och Sandór Mahunka 1969.  Sternoppia quadriseta ingår i släktet Sternoppia och familjen Sternoppiidae. Inga underarter finns listade i Catalogue of Life.